# Saint-Péravy-la-Colombe

Saint-Péravy-la-Colombe este o comună în departamentul Loiret din centrul Franței. În 1 ianuarie 2022 avea o populație de 768 de locuitori.